# Mysis (crustacé)
Pour les articles homonymes, voir Mysis.
Genre
Mysis est un genre de crustacés de la famille des Mysidae. Il ne contient plus que 19 espèces car il a été démembré à de multiples reprises.

## Liste des espèces
Selon World Register of Marine Species (23 janvier 2021) :
- Mysis amblyops G.O. Sars, 1907
- Mysis caspia G.O. Sars, 1895
- Mysis diluviana Audzijonyte & Väinölä, 2005
- Mysis gaspensis O. Tattersall, 1954
- Mysis litoralis (Banner, 1948)
- Mysis macrolepis G.O. Sars, 1907
- Mysis microphthalma G.O. Sars, 1895
- Mysis mixta Lilljeborg, 1853
- Mysis nordenskioldi Audzijonyte & Väinölä 2007
- Mysis oculata (Fabricius, 1780)
- Mysis polaris Holmquist, 1959
- Mysis relicta Lovén, 1862
- Mysis salemaai Audzijonyte & Väinölä, 2005
- Mysis segerstralei Audzijonyte & Väinölä, 2005
- Mysis stenolepis S.I. Smith, 1873